# Мартон (коммуна)
Марто́н (фр. Marthon) — коммуна во Франции, находится в регионе Пуату — Шаранта. Департамент — Шаранта. Входит в состав кантона Монброн. Округ коммуны — Ангулем.
Код INSEE коммуны — 16211.
Коммуна расположена приблизительно в 390 км к югу от Парижа, в 110 км южнее Пуатье, в 23 км к востоку от Ангулема.

## Население
Население коммуны на 2008 год составляло 601 человек.
| 1962 | 1968 | 1975 | 1982 | 1990 | 1999 | 2008 |
| ---- | ---- | ---- | ---- | ---- | ---- | ---- |
| 537  | 509  | 554  | 509  | 529  | 552  | 601  |

## Экономика
В 2007 году среди 342 человек в трудоспособном возрасте (15—64 лет) 247 были экономически активными, 95 — неактивными (показатель активности — 72,2 %, в 1999 году было 70,8 %). Из 247 активных работали 219 человек (111 мужчин и 108 женщин), безработных было 28 (9 мужчин и 19 женщин). Среди 95 неактивных 37 человек были учениками или студентами, 35 — пенсионерами, 23 были неактивными по другим причинам.

## Достопримечательности
- Монастырь Сен-Сильвестр (XI—XII века). Исторический памятник с 1978 года[3]
- Церковь Сен-Мартен (XII век). Исторический памятник с 1925 года[4]
- Донжон Мартон[фр.] (XII—XIII века). Исторический памятник с 1928 года[5]
- Замок Коломбье

## Фотогалерея

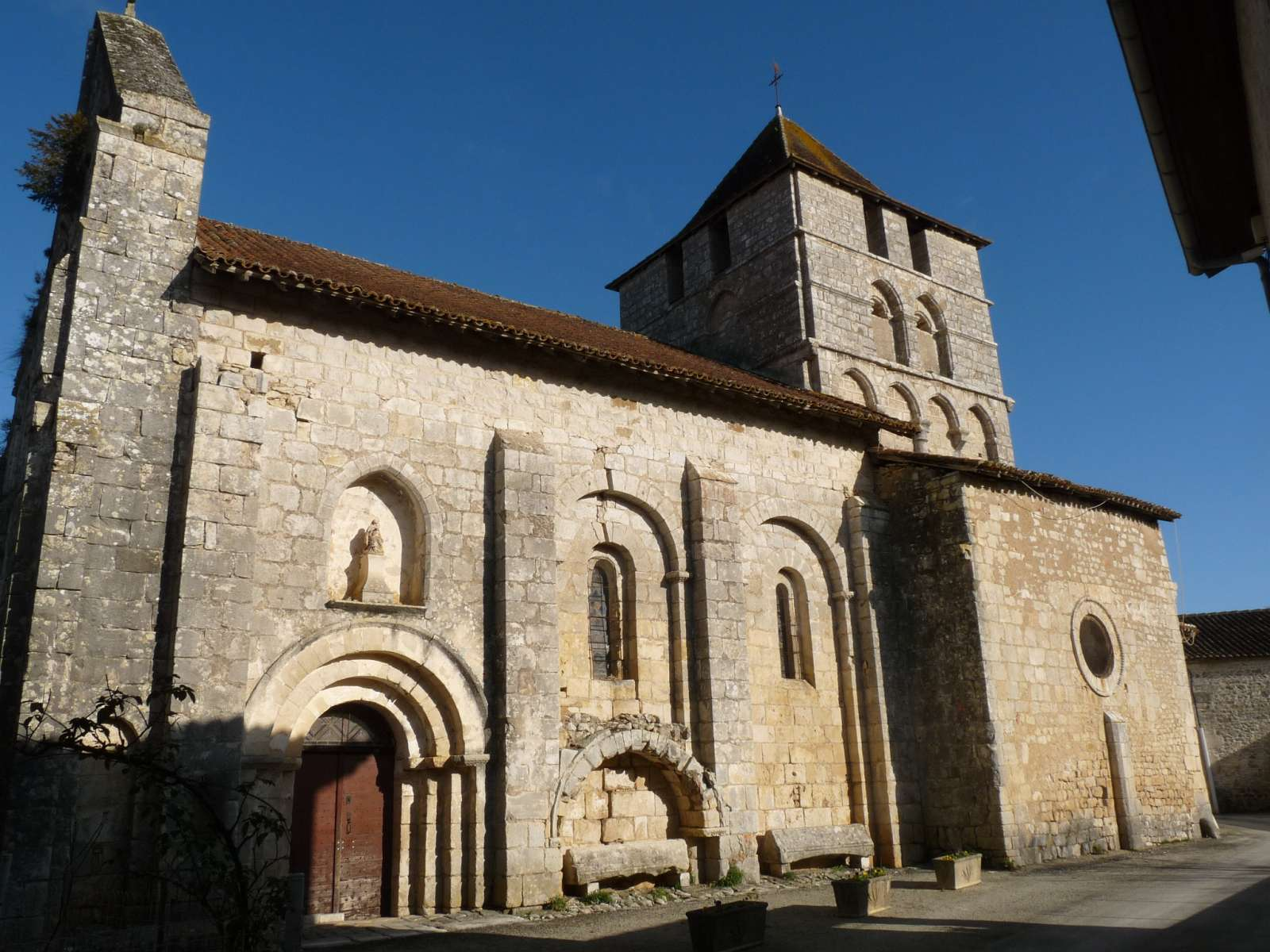
Церковь Сен-Мартен
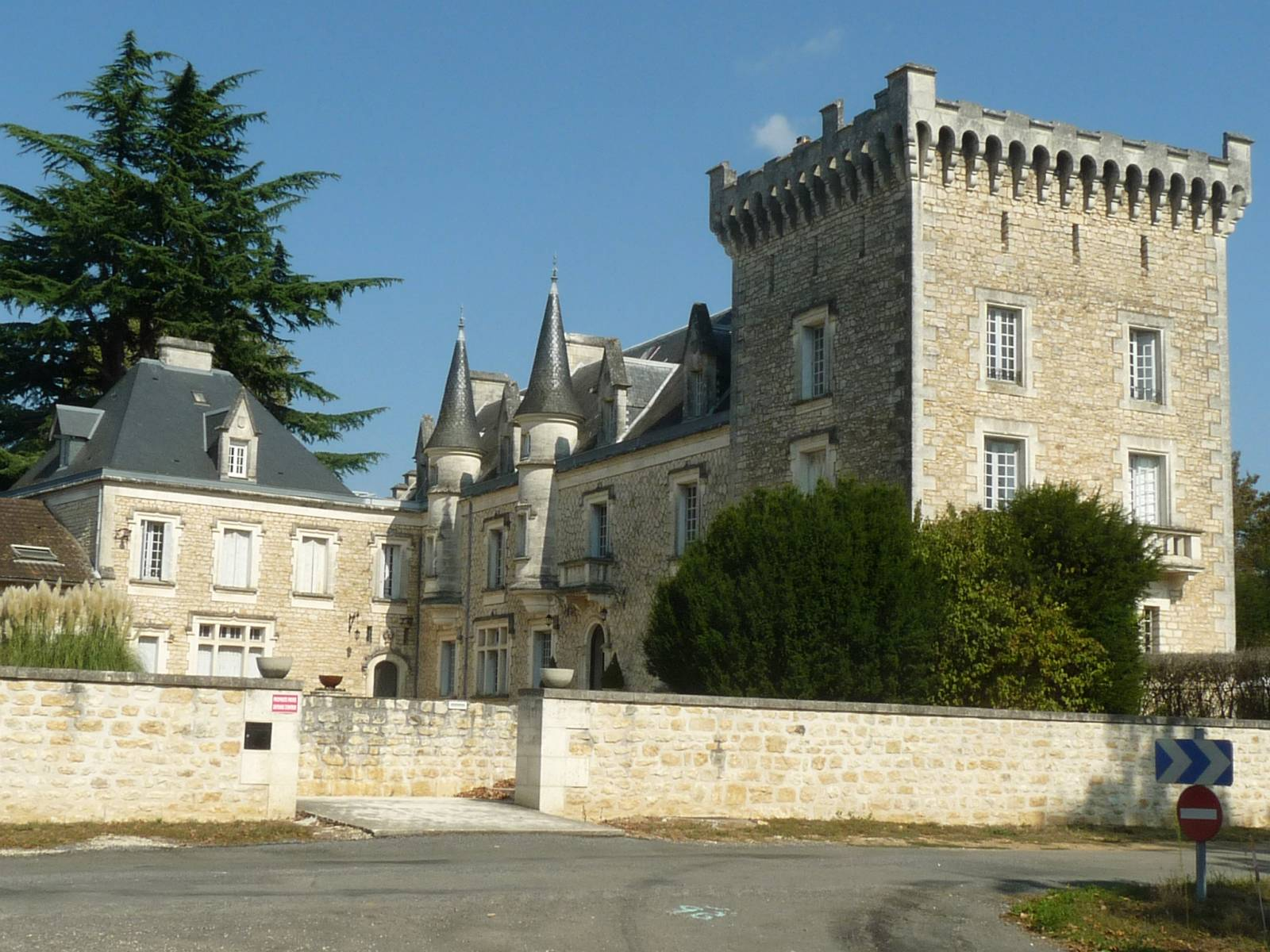
Замок Коломбье
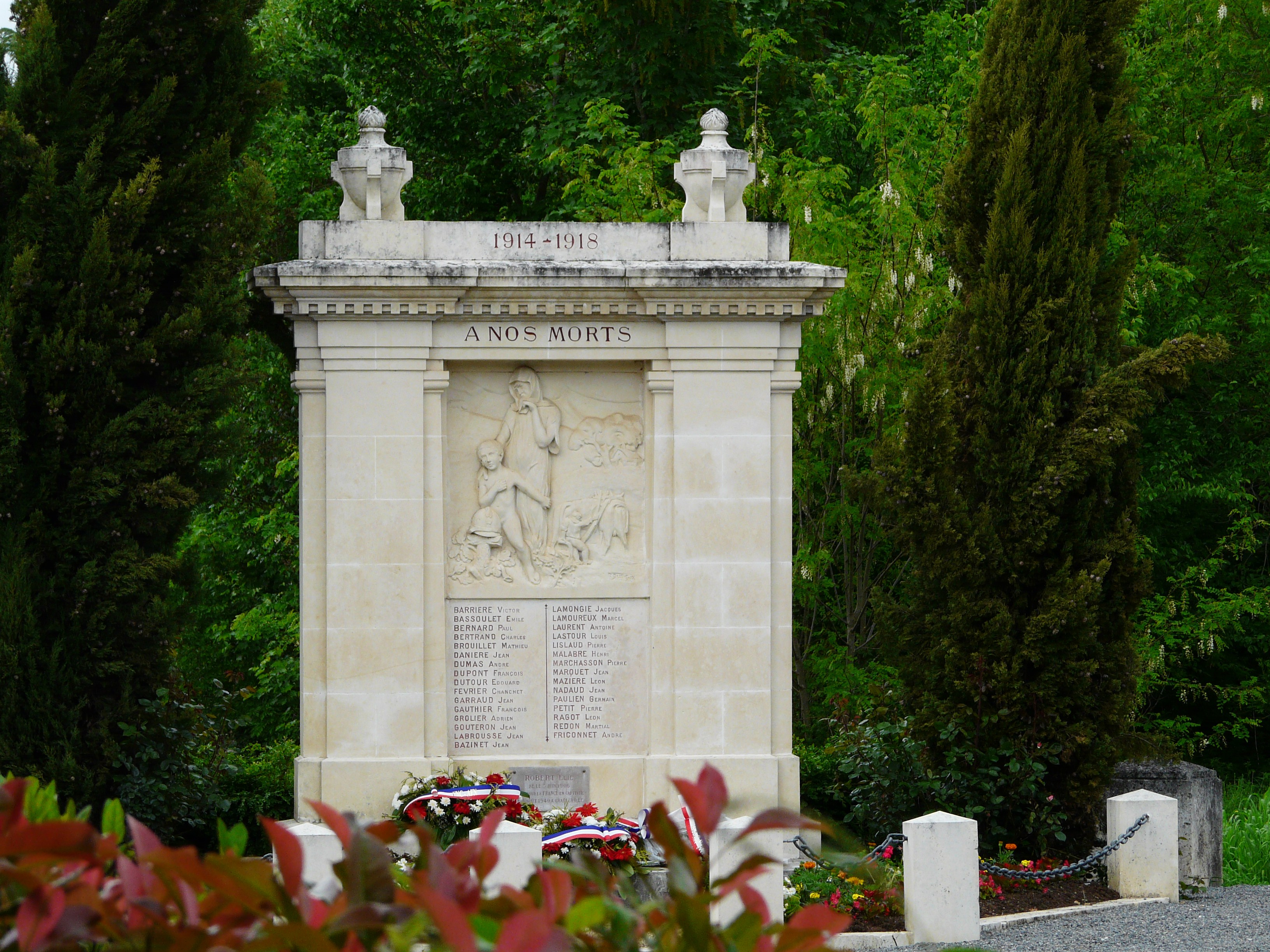
Военный мемориал